# Latrodectus revivensis
Espèce
Latrodectus revivensis est une espèce d'araignées aranéomorphes de la famille des Theridiidae.

## Distribution
Cette espèce est endémique d'Israël.
Sa présence est incertaine aux îles Canaries.

## Description
La femelle holotype mesure 11,6 mm

## Étymologie
Son nom d'espèce, composé de reviv[im] et du suffixe latin -ensis, « qui vit dans, qui habite », lui a été donné en référence au lieu de sa découverte, Revivim.

## Publication originale
- Shulov, 1948 : Latrodectus revivensis sp. nov. from Palestine. Ecology, vol. 29, no 2, p. 209-215.